# Arrivo
En diversos Carnavals del Principat, especialment als celebrats a la comarca del Garraf, s'utilitza la paraula Arrivo per a referir-se a l'arribada de Sa Majestat el Rei Carnestoltes. El mot, d'origen venecià s'utilitza a Vilanova i la Geltrú des d'inici segle xviii.
Mentre a Vilanova i la Geltrú s'ha mantingut l'ortografia de la paraula Arrivo intacta, en altres viles s'ha modificat, canviant la "v" per una "b", de manera que a Sitges i Barcelona, per exemple, se'n diu "Arribo".

## La celebració a Vilanova i la Geltrú

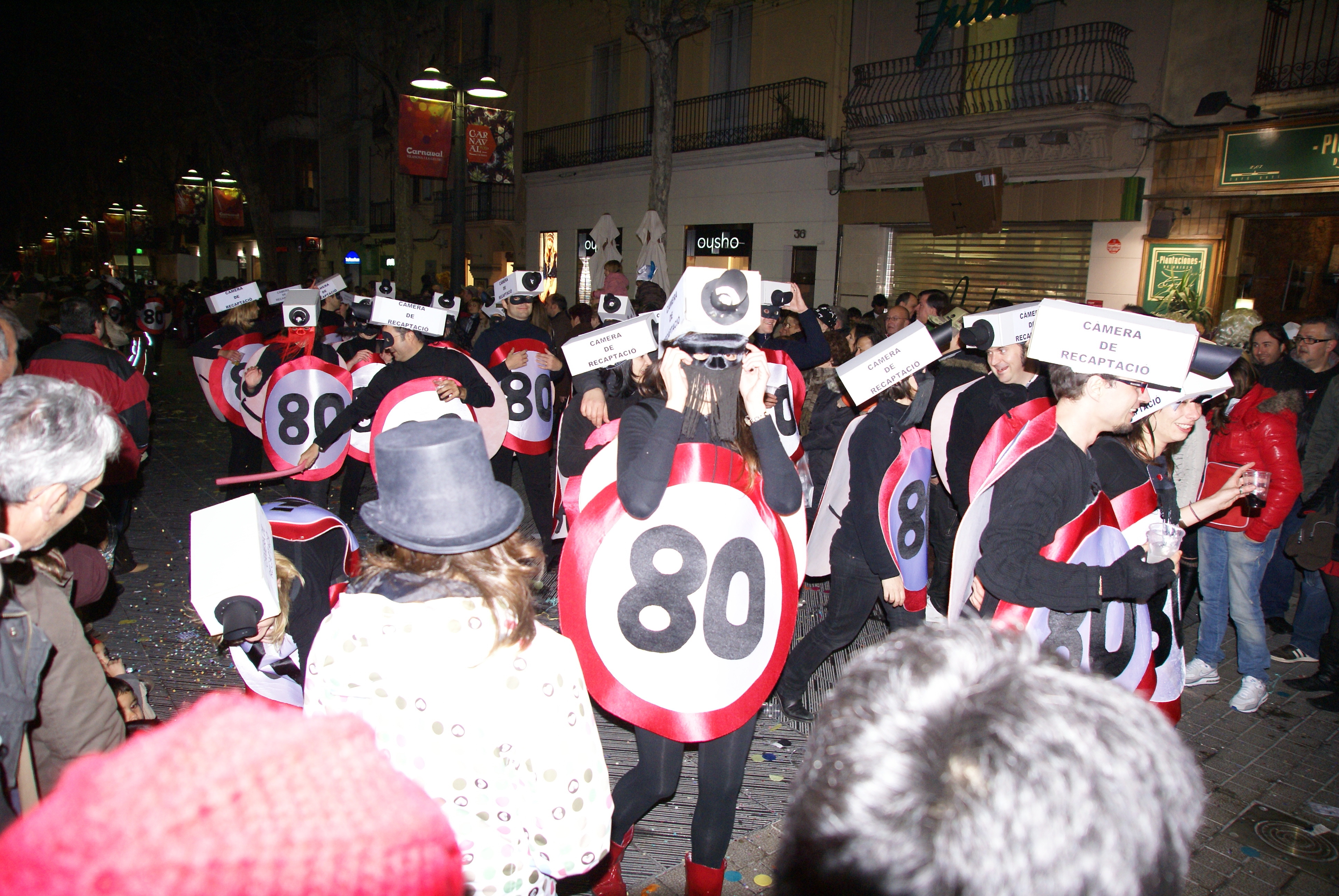
Arrivo del Carnaval de Vilanova i la Geltrú

En el Carnaval de Vilanova i la Geltrú, se celebra el divendres de carnaval al vespre. Comença amb una rua pels carrers i rambles de la ciutat, on diverses entitats i associacions locals acompanyen a Sa Majestat amb les seves carrosses i disfresses, moltes d'elles fent crítica, sàtira o ironia sobre fets succeïts a la vila durant l'últim any.
L'organització de l'Arrivo recau en alguna de les entitats que formen part de la Federació d'Associacions del Carnaval (FAC), que s'encarrega de preparar i llegir el sermó de l'Arrivo a la plaça de la Vila, un cop acabat el seguici.
Destaquen els sermons de l'Arrivo vilanoví per la seva crítica irònica i satírica de tot allò que passa a la ciutat, des de fets que poden afectar una majoria dels ciutadans fins als afers d'alguna personalitat de la vila.
Generalment el sermó s'havia representat amb una escenografia força simple, Sa Majestat Carnestoltes dalt de l'escenari, amb un faristol i la plaça escoltant. En els últims anys, però, això ha canviat, enriquint la lectura del temut sermó amb la posada en escena de molts actors, especialment des que, l'any 2005, La Unió Vilanovina va convertir-lo en un musical amb so en directe on es criticava la manca d'espais juvenils que té la ciutat.
D'un temps ençà, el secretisme que envolta la temàtica principal de l'acte ha crescut, generant a la vegada més converses i discussions entre els vilanovins sobre quin serà el tema principal.
L'any 2007 cap entitat es va oferir a organitzar l'Arrivo i la junta de la FAC va fer-se'n càrrec mitjançant una comissió mixta.